# Clas Fleming (1912)
Clas Fleming — мінний крейсер ВМС Швеції від Першої світової війни до Холодної війни. Його  назвали на честь шведського адмірала 17 століття Класа Флемінга.

## Конструкція
Введений в експлуатацію в 1914 році, «Клас Флемінг» був одним з перших шведських військових кораблів, які використовували парові турбіни Парсонса. На момент побудови крейсер був озброєний чотирма 120-мм гарматами, розміщеними так, щоб центральні могли вести вогонь поверх носової і кормової відповідно: одна на баку, одна — дуже незвично — на верхній частині броньованої рубки, одна на юті, а четверта — на кормі. На головній палубі могло бути розміщено до 190 морських мін. 

### Модернізації
Під час експлуатації виявилася, що кормову частину сильно заливало при бурхливому морі, тому в 1918-1919 рр. палуба була розширена до корми; гармати на кормі та на бойовій вежі були відповідно переміщені на більш традиційні позиції борт-о-борт у кормовій частині міделя. У 1926 році додали три 25 мм зенітні гармати, одна на бойовій рубці і дві безпосередньо за 120-мм гарматами в міделі.
У листопаді 1939 року «Клас Флемінг» був подовжений шестиметровою новою секцією, щоб отримати  місце для чотирьох нових шестициліндрових двотактних дизельних двигунів; однак вони не приводили в рух гребні вали безпосередньо, а були газогенераторами для турбін, незвичайна  конструкція, яка ніколи раніше не використовувалася на кораблях. З восьми оригінальних котлів, що працювали на вугіллі, було збережено лише два, і їх було модифіковано для роботи на мазуті.

## Історія служби
У 1908 році флот оголосив, що йому потрібний спеціальний корабель, призначений для мінних постановок в морі. Серед специфікацій були вимоги до хороших морехідних якостей, щоб мати можливість діяти незалежно від погодних умов, а також висока швидкість, щоб мати можливість швидко встановити міни, а потім швидко відступити. Крім того, корабель міг використовуватися, в тому числі, для розвідки. У 1909 році було надано кошти, а наступного року крейсер було замовлено у Mekaniska Verkstad Бергсунда в Стокгольмі, яка раніше побудувала крейсер «Фюльг'я».
Після Другої світової війни «Клас Флемінг» був поміщений у резерв у Стокгольмі та списаний 1 січня 1959 року.